# Ypiranga Clube
L'Ypiranga Clube és un club de futbol brasiler de la ciutat de Macapá a l'estat d'Amapá.

## Història
El club va ser fundat el 15 de maig de 1963, per iniciativa del pare Vitório Galliani, vicari de l'església Nossa Senhora da Conceição, qui liderà un grup de joves membres de la Juventude Oratoriana do Trem (JOT), un moviment connectat amb l'església esmentada. El 1963 ingressà a la Federação Amapaense de Desportos. El 1976 guanyà el seu primer campionat estatal, d'un total de vuit campionats, el darrer el 2004.

## Palmarès
- Campionat amapaense:
  - 1976, 1992, 1994, 1997, 1999, 2002, 2003, 2004
- Campionat amapaense de Segona Divisió:
  - 1964, 1987

## Estadi
L'Ypiranga disputa els seus partits a l'Estadi Zerão. L'estadi fou construït el 1990, i té una capacitat per a 10.000 espectadors.